# 제52보병사단

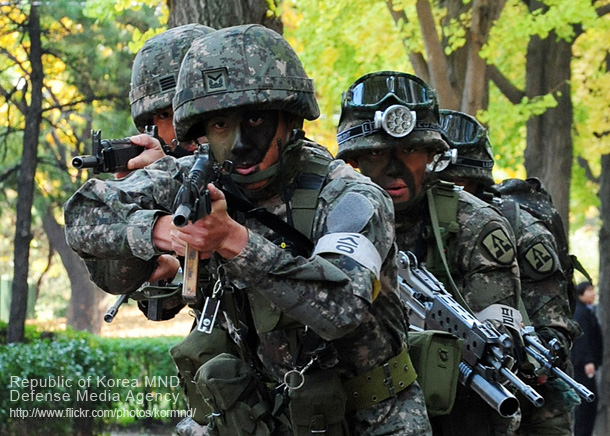
테러 상황에 대비한 통합방호훈련 중인 제52보병사단 장병들

제52보병사단(第五十二步兵師團, The 52nd Infantry Division, 상징명칭: 화살부대)은 대한민국의 지역방위 보병사단으로 수도방위사령부의 예하 부대이다. 위수구역은 서울특별시 한강 이남 지역이고 사단 사령부는 경기도 광명시에 위치한다. 한강 이북을 위수지역으로 하는 사단은 제56향토보병사단이다.

## 편성
- 제210보병여단
- 제212보병여단
- 제213보병여단
- 본부근무대
- 공병대대
- 포병대대
- 기동대대
- 보급수송근무대
- 정비근무대
- 의무근무대
- 화생방지원대
- 보충대
- 정보통신대대